# Su Jü
Su Jü (čínsky pchin-jinem Sù Yù, znaky 粟裕, 10. srpna 1907 Chuej-tchung, Chu-nan – 5. února 1984 Peking) byl čínský vojenský velitel a generál Čínské lidové osvobozenecké armády. Ve své době byl Mao Ce-tungem považován za jednoho z nejlepších vojevůdců (vedle Pcheng Te-chuaje, Lin Piaa a Liou Po-čchenga). Su Jü bojoval ve druhé čínsko-japonské válce a v čínské občanské válce. Byl velitelem Třetí polní armády během občanské války. Jedním z jeho největších úspěchů je dobytí Šanghaje v roce 1949.
Po vítězství komunistů v čínské občanské válce zastával vysokou funkci náčelníka generálního štábu v nově vzniklé Čínské lidové republice.

## Život
Su Jü se narodil v okrese Chuej-tchung (v prefektuře Chuaj-chua v provincii Chu-nan) dne 10. srpna 1907, byl tungské národnosti. Byl třetím ze šesti sourozenců. Jeho otec, drobný rolník, se jmenoval Su Čou-cheng (粟周亨) a jeho matka Liang Man-mej (梁满妹). Od roku 1925 navštěvoval 2. provinční normální školu (tj. učitelský institut) v Čchang-te v severozápadní části Chu-nanu, kde se také poprvé dostal do styku s myšlenkami komunismu.

## Vojenská tažení a Dlouhý pochod
V roce 1926 vstoupil do Socialistického svazu mládeže Číny a v roce 1927 se připojil ke Komunistické straně Číny. Aktivně se zúčastnil Severního pochodu a později také Nanchangského povstání. Během třicátých let se ukázal jako jeden z nejschopnějších partyzánských velitelů sovětské oblasti Ťiang-si-Fu-ťien. Dlouhého pochodu se však nezúčastnil, protože jeho jednotka patřila mezi oddíly, které zůstaly na jihu Če-ťiangu a bojovaly proti nacionalistickým jednotkám až do roku 1937.

## Druhá čínsko-japonská válka
Po vypuknutí druhé čínsko-japonské války v roce 1937 byl Su Jü jmenován zástupcem velitele 2. oddílu a poté v dubnu 1938 velitelem předvoje Nové 4. armády.
Podařilo se mu zvítězit nad japonskou armádou, když jeho jednotky vyhrály v první bitvě u Wej-kangu. Následně vedl další kampaně proti japonským agresorům v Nankingu, Wu-chu and Li-šuej. Byl také zodpovědný za rozšíření komunistických mocenských základen v provinciích Šan-tung a Ťiang-su, kde se vedly boje o města ovládané nacionalisty.
Během války byl Su Yu velitelem první divize Nové čtvrté armády a etabloval se jako jeden z nejschopnějších velitelů komunistických ozbrojených sil. Vyhrál sérii bitev proti armádě Kuomintangu i armádě Japonska. Na konci války byl jmenován vrchním velitelem středočínské vojenské oblasti komunistů, ke které příslušely také rozsáhlé oblasti ve střední a východní Číně.

## Čínská občanská válka
Během čínské občanské války začínal Su Yu jako zástupce velitele komunistické Východočínské polní armády, v únoru 1949 přejmenované na Třetí polní armádu.
Jeho úspěchy v bitvách přesvědčily Mao Ce-tunga, aby změnil svou vojenskou strategii v čínské občanské války a přešel od tradiční partyzánské války k mobilnímu a konvenčnímu přístupu. V červenci 1946 vedl 30 000 komunistických vojáků, kteří zvítězili nad nacionalistickými jednotkami Kuomintangu, jenž sčítaly přes 120 000 mužů. Jeho vojska zvítězila v sedmi střetnutích, zajala a zabila více než 53 000 vojáků Kuomintangu. Kampaň ve středním Ťiang-su byla první z mnoha brilantních kampaní, které podtrhovaly jeho vůdcovské schopnosti. Byl také velitelem Čínské lidové osvobozenecké armády v mnohem známější a propagovanější kampani Meng-liang, ve které se mu podařilo zcela zničit elitní nacionalistickou 74. divizi poté, co ji se svými jednotkami obklíčil.
Byl hlavním velitelem během kampaně Chuaj-chaj (listopad 1948 až leden 1949). Byl to právě jeho návrh z 22. ledna 1948, aby jeho armáda a armáda Liou Po-čchenga použily strategii náhlého soustředění a náhlého rozptýlení, čímž dosáhli rozhodujícího vítězství na konci roku 1948 včetně zničení pěti nacionalistických armád a zabitím nebo zajetí 550 000 nacionalistických vojáků. Samotná Suova armáda zničila čtyři nacionalistické armády a byla rozhodující silou při zničení páté.

## Po založení ČLR
Když v roce 1950 vypukla korejská válka, předpokládalo se, že to bude právě Su, kdo povede Čínskou dobrovolnickou armádu právě díky jeho válečným zkušenostem a schopnostem vést velký počet vojáků. Kvůli svému zranění (způsobené střepinami ve 30. letech) však ani Su, ani Lin Piao (který byl také nemocný), nebyli schopni velet Čínské dobrovolnické armádě. Nakonec byl vybrán Pcheng Te-chuaj.
V roce 1955 byl Su jmenován armádním generálem (ta-ťiang). Tuto hodnost získalo pouze 9 dalších velitelů. Dále působil na mnoha pozicích a zastával i funkci zástupce náčelníka (od 1951) a náčelníka (říjen 1954 – říjen 1958) generálního štábu Čínské lidové osvobozenecké armády, v 70. letech vedl Akademii vojenských věd. Působil v nejvyšších vojenských orgánech řídících ozbrojené síly Čínské lidové republiky: Lidové revoluční vojenské radě (člen od října 1949 do září 1954), Státním výboru obrany (člen od září 1954 do ledna 1975) a Ústřední vojenské komisi KS Číny (člen od listopadu 1956 do září 1982, člen stálého výboru v březnu – srpnu 1967 a únoru 1975 – září 1982). Mnoho let byl poslancem a v letech 1980–1983 i místopředsedou Stálého výboru Všečínského shromáždění lidových zástupců (čínského parlamentu). Zaujímal vysoké postavení ve straně, od roku 1945 byl kandidátem, v letech 1956–1982 členem ústředního výboru KS Číny, poté členem stálého výboru ústřední poradní komise KS Číny.
V závěru života vydal Vzpomínky Su Jüa (粟裕回忆录, Su Jü chuej-i-lu). Zemřel v Pekingu 5. února 1984 ve věku 76 let.